# 日本添乗サービス協会
一般社団法人日本添乗サービス協会（にほんてんじょうサービスきょうかい、英文名称Tour Conducting Service Association in Japan、略称TCSA）は、添乗員を旅行会社に派遣する日本の事業者（添乗員派遣会社）の業界団体である。

## 沿革
- 1981年10月 - 添乗サービス業界の任意団体添乗サービス事業協会が発足。
- 1983年4月 - 新旅行業法の施行に伴い、同業法に基づき、運輸大臣届け出団体となる。
- 1986年10月 - 社団法人日本添乗サービス協会設立。正会員数17社で発足。
- 1988年4月 - 旅行業法に基づく旅程管理研修機関に指定される。
- 2013年1月 - 公益法人改革関連法令に伴い、社団法人から一般社団法人へ移行。
- 2021年12月 - 第1回インバウンド検定を実施。